# Армяно-португальские отношения
Армяно-португальские отношения — двусторонние дипломатические отношения между Арменией и Португалией.
В странах нет постоянного посла. Армения реализует свои интересы в Португалии с помощью своего посольства в Риме, Италия, а Португалия представлена в Армении через свое посольство в Москве. Кроме того, Португалия представлена в Армении через свое почётное консульство на улице Налбандяна в Ереване. Консул — господин Самуэль Самуэлян.
Португалия официально признала независимость Демократической Республики Армения 10 августа 1920 года «и заключила торжественный договор не только об уважении, но и защиты от внешней агрессии территориальной целостности и политической независимости Армении…».

## Экспатрианты
Одним из самых известных армян, проживавших в Португалии, был Галуст Гюльбенкян. Он был богатым армянским бизнесменом и филантропом, который сделал Лиссабон штаб-квартирой своего бизнеса. Он основал международную благотворительную организацию Calouste Gulbenkian Foundation в Лиссабоне. Он также основал Музей Галуста Гюльбенкяна в Лиссабоне.

## Политические и экономические отношения
Министр иностранных дел Армении Вардан Осканян посетил Лиссабон в ноябре 2000 года и встретился с президентом Португалии Жорже Сампайю и министром иностранных дел Хайме Гамой. 10 июля 2001 года президент Роберт Кочарян сказал, что Армения придает большое значение развитию отношений с Португалией. Министр иностранных дел Армении Вардан Осканян встретился с португальской делегацией 11 июля 2001 года с целью улучшения двусторонних экономических отношений. Спикер парламента Португалии Жуан Боско Мота Амарал 19 июня 2002 года обсудил с послом Армении вопросы развития и укрепления армяно-португальских межпарламентских связей.